# Colletes tuberculiger
Colletes tuberculiger är en biart som beskrevs av Noskiewicz 1936. Colletes tuberculiger ingår i släktet sidenbin, och familjen korttungebin. Inga underarter finns listade i Catalogue of Life.